# Альба, Фадрике Альварес де Толедо (1537)
Фадрике Альварес де Толедо и Энрикес де Гусман (21 ноября 1537 — 11 декабря 1583) — испанский государственный и военный деятель, гранд Испании, 1-й герцог де Уэскар (1563—1583), 4-й герцог Альба (1582—1583), также 5-й маркиз де Кория, 4-й граф де Сальватьерра-де-Термес, 4-й граф де Пьедрахита, 9-й сеньор де Вальдекорнеха и командор Ордена Калатравы. Командующий испанской армии во время Восьмидесятилетней войны.

## Биография
Второй сын знаменитого испанского полководца и гранда Фернандо Альварес де Толедо (1507—1582), 3-го герцога Альба (1531—1582), и Марии Энрикес де Толедо и Гусман (ум. 1583).
В 1555 году Фадрике Альварес де Толедо женился на Гьомар де Арагон (1540—1557), дочери Альфонса Арагонского, 2-й герцога Сегорбе, и герцогини Хуаны де Кардона. В 1562 году вторично вступил в брак с Марией Пиментель, дочерью 3-го герцога Бенавенте (1514—1575). Благодаря второму браку он унаследовал титул герцога Уэскара. От двух браков Фадрике Альварес де Толедо детей не имел.
В 1557—1558 годах во время отсутствия своего отца Фадрике Альварес де Толедо исполнял обязанности вице-короля Неаполя.
В 1566 году Фадрике обещал жениться на Магдалене де Гусман, придворной даме испанской королевы Анны Австрийской, но отказался от своего обещания. В ответ по королевскому приказу он был арестован и заключен в тюрьму в замке де Ла Мота (город Медина-дель-Кампо, провинция Вальядолид). Магдалена де Гусман была заключена в монастырь Санта-Фе в Толедо. В следующем году он был освобожден из заключения в обмен за трехлетнюю военную службу в испанской крепости Оран в Алжире. Но в апреле 1568 года король Испании повелел Фадрике Альваресу де Толедо служить под командованием своего отца, герцога Альбы, назначенного наместником в Испанских Нидерландах.
Дон Фадрике Альварес де Толедо был командующим испанской армии в самую кровавую фазу войны в Нидерландах. Он командовал испанскими войсками, которые взяли и разорили голландские города Мехелен, Зютфен и Наарден, а также во время осад Харлема и Алкмара.
В 1573 году Фадрике Альварес де Толедо не смог взять город Алкмар и вынужден был отступить. Его отец Фернандо Альварес де Толедо не одобрял действий сына, который лишился поддержки испанского короля Филиппа II. В 1574 году отец и сын вернулись в Мадрид.
В 1578 году по просьбе Магдалены де Гусман король Испании Филипп II приказал пересмотреть судебное дело против Фадрике, в ходе которого было обнаружено, что для того, чтобы не допустить брака с Магдаленой де Гусман, он тайно женился на своей троюродной сестре Марии де Толедо, дочери Гарсии Альвареса де Толедо и Осорио (1514—1577), 4-го маркиза де Вильяфранка-дель-Бьерсо. Фадрике заключил брак с разрешения своего отца, герцога Альбы, чем нарушил королевскую волю. Фадрике был вторично арестован и заключен в замок Тордесильяс, затем вновь в замок де Ла Мота, а его отец был изгнан со двора и отправлен в ссылку в город Уседа.
Из-за плохого состояния здоровья и плохих условий его содержания под стражей в мае 1580 года Фадрике был освобожден из тюрьмы при условии постоянного проживания в своем родовом городе Альба-де-Тормес, выезд из которого ему был запрещен.
От третьего брака с Марией де Толедо у него был сын, который скончался в младенчестве в 1582 году.
В декабре 1582 года после смерти своего отца Фадрике Альварес де Толедо унаследовал титулы и владения герцога Альбы (1582—1583). В декабре следующего года он скончался, не оставив после себя потомства. Его титулы и владения унаследовал родной племянник Антонио Альварес де Толедо (1568—1639), который стал 5-м герцогом Альба (1583—1639).